# Élimar d'Oldenbourg
Élimar d’Oldenbourg (en allemand, Elimar Herzog von Oldenburg), duc d'Oldenbourg, né le 23 janvier 1844 à Oldenbourg, dans le grand-duché d’Oldenbourg et décédé le 17 octobre 1895 à Erlau, dans le royaume de Saxe (Empire allemand), est un prince allemand de la maison de Holstein-Gottorp.

## Biographie
Issu du troisième mariage du grand-duc Auguste Ier d'Oldenbourg avec la princesse en exil Cécile de Suède, le duc Élimar est le benjamin de la fratrie. Deux de ses frères sont morts en bas âge. Sa mère meurt en le mettant au monde. Son père meurt en 1853 laissant le trône à son demi-frère, le grand-duc Pierre Ier d'Oldenbourg. Sa demi-sœur Amélie d'Oldenbourg a épousé en 1836 le roi Othon Ier de Grèce mais le couple est détrôné en 1862.
Le 6 novembre 1876, Élimar épouse morganatiquement à Vienne Natalia Vogel von Friesenhof (1854-1937), fille de Gustav Vogel von Friesenhof et d’Alexandrine Gontcharova, ainsi que la nièce de l’épouse d’Alexandre Pouchkine et la cousine germaine de l’épouse du prince Nicolas de Nassau. De cette union naissent deux enfants (titrés « comte et comtesse de Welsbourg ») :
- la comtesse Alexandrine Gustava Friederike von Welsburg (née le 11 octobre 1877 à Vienne et décédée le 13 avril 1901 (à 23 ans) à Erlaa, en Autriche-Hongrie), sans alliance et sans postérité[1] ;
- le comte Gustav Gregor Alexander von Welsburg (né le 29 août 1878 à Brogyán, en Hongrie et décédé le 29 novembre 1927 (à 49 ans) à Agra bei Lugano en Suisse), qui épouse (en 1905) la comtesse Luise von Hahn (postérité)[2].

## Titulature
- 23 janvier 1844 — 17 octobre 1895 : Son Altesse le duc Élimar d’Oldenbourg, prince de Holstein-Gottorp

Dernier enfant des trois mariages du grand-duc Auguste Ier d’Oldenbourg, Élimar est titré à sa naissance duc d’Oldenbourg, avec prédicat d’altesse. Du fait de son mariage inégal, sa descendance reçoit simplement les titres de comte et comtesse de Welsburg, sans prédicat.
Par son appartenance à la maison de Holstein-Gottorp, le duc Élimar jouit de droit du titre de prince de Holstein-Gottorp.

## Armes
| Blason | Blasonnement : Parti de un et coupé de deux : I, de gueules, au lion couronné d’or, tenant dans ses pattes une hache danoise d’argent, emmanchée du second (de Norvège ancien) ; II, d’or, à deux lions léopardés d’azur, armés et lampassés de gueules (de Schleswig) ; III, de gueules, à la feuille d’ortie d’argent (de Holstein) ; IV, de gueules, au cygne d’argent, becqué, membré et colleté d’une couronne d’or (de Storman) ; V, de gueules, au cavalier armé d’argent (de Ditmarsie) ; VI, d’or au lion de sable armé et lampassé de gueules (de Kniphausen) ; sur-le-tout écartelé : I, d’or à deux fasces de gueules (d’Oldenbourg) ; II, d’azur, à la croix pattée, au pied fiché d’or (de Delmenhorst) ; II, d’azur, à la croix pattée et couronnée, au pied fiché d’or (de la principauté de Lübeck); IV, échiqueté de gueules et d’argent (de Birkenfeld) ; enté en pointe d’azur, au lion d’or, armé et lampassé de gueules (de Jever). |